# Mujeres en la Revolución haitiana
Durante la Revolución haitiana (1791-1804), las mujeres de todas las posiciones sociales participaron en la revuelta que derrocó con éxito el poder colonial francés de la isla. A pesar de sus varios roles importantes en la Revolución Haitiana, las mujeres revolucionarias rara vez han sido incluidas dentro de las narrativas históricas y literarias de las revueltas de esclavos. Sin embargo, a principios del siglo XXI se ha dedicado una extensa investigación académica a su parte en la revolución.

## Mujeres en el Saint-Domingue prerrevolucionario
En la colonia francesa de Saint-Domingue, las mujeres negras esclavizadas sufrieron formas particulares de violencia de género además del abuso y maltrato estándar de los esclavos. La violación y el abuso sexual de mujeres esclavizadas ocurrían comúnmente en la colonia; parte de la lógica de la esclavitud era que, dado que los esclavos eran una propiedad, los dueños de esclavos podían usarlos como objetos sexuales. Debido a la alta mortalidad infantil y la baja tasa de fertilidad, a las esclavas se les impedía entablar relaciones familiares monógamas y, en cambio, se las trataba como objetos de reproducción. Muchas de estas mujeres recurrieron al suicidio.

## El papel de la mujer en la revolución
La revolución haitiana fue instigada por los esclavos en un intento no solo de liberarse a sí mismos sino de sacar a los franceses de la isla por completo. Los rebeldes utilizaron una variedad de tácticas para lograr este objetivo; las mujeres participaron en todos los niveles de la revuelta.

### Organización laboral
Como trabajadoras, las mujeres esclavas comenzaron a organizarse y se negaron a realizar trabajos que amenazaban sus vidas. En uno de esos casos, las mujeres que trabajaban en el turno de noche en un ingenio de caña de azúcar protestaron por trabajar con maquinaria en la oscuridad que podría lesionarlas gravemente o matarlas.

### Vudú
La práctica del vudú fue una herramienta de la revolución haitiana. Las esclavas que escaparon de sus dueños para vivir como cimarronas pudieron volver a sus roles como practicantes de vudú porque no serían castigadas por rechazar el catolicismo francés. Las comunidades de esclavos fugitivos recurrieron a las mambos, o sacerdotisas vudú, lo que los radicalizó y facilitó la organización de un movimiento de liberación. Las mambos también eran típicamente conocedoras de remedios herbales y venenos, que fueron utilizados contra los propietarios esclavistas franceses y sus familias durante la revolución. Ideológicamente, la imagen de una sacerdotisa vudú haitiana inspiró a los insurgentes a luchar contra el gobierno colonial no solo para liberarse sino también para servir a un propósito espiritual superior.
La mambo más famosa de la historia revolucionaria haitiana es Cécile Fatiman. Nacida de una esclava y un propietario de esclavos, se la recuerda por haber realizado una ceremonia vudú para cientos de esclavos rebeldes la noche antes de que comenzara la revolución, inspirándolos a través de cantos y bailes rituales para emprender la lucha por la libertad. Se decía que vivió hasta los 112 años y nunca dejó de practicar vudú. Otra mujer, Dédée Bazile, tiene un legado similar como mística de la revolución. Aunque Dédée no era conocida como mambo, se hizo conocida como Défilée-la-folle, o Défilée la Loca. Nacida de esclavos, Dédée tuvo varios hijos concebidos por la violación cometida por su amo. Su "locura" supuestamente fue causada por el asesinato de sus padres por parte de soldados franceses, así como por los muchos casos de violencia sexual que soportó. Después del asesinato del líder revolucionario Jean-Jacques Dessalines, se dice que ella fue la responsable de recoger sus restos en descomposición, volver a ensamblar las piezas de su cuerpo mutilado y asegurarse de que fuera enterrado con dignidad. Hoy, Dédée es aclamada como un ícono de la Revolución Haitiana, un símbolo de la “locura” del compromiso del pueblo haitiano con su tierra.

## Combate
Las mujeres también tomaron las armas y sirvieron en el ejército haitiano anticolonial, participando en todos los niveles. Algunos estudiosos atribuyen la amplia participación de las mujeres en el combate a las tradiciones del África Occidental de permitir que las mujeres sirvieran activamente en la batalla. Algunas progresaron a lo más alto posible en las filas militares; Marie-Jeanne Lamartinière, por ejemplo, sirvió en el ejército de Toussaint Louverture. Dirigió las fuerzas insurgentes en la famosa batalla de Crête-à-Pierrot. Desde 1791-2, Romaine-la-Prophétesse y su esposa Marie Roze Adam lideraron un levantamiento de miles de esclavos y llegaron a gobernar dos ciudades principales en el sur de Haití, Léogâne y Jacmel. Romaine nació y era a menudo considerada como hombre, pero vestía y se comportaba como una mujer, prominentemente identificada como una profetisa y hablaba de estar poseída por un espíritu femenino, puede haber sido inclusive transgénero; Mary Grace Albanese y Hourya Bentouhami se cuentan también entre las mujeres que lideraron la revolución haitiana.
Las mujeres igualmente ayudaron en el transporte de armas, cañones y municiones. Sirvieron como enfermeras militares, confiando en las hierbas y las medicinas populares para tratar a los rebeldes en áreas remotas con pocos o ningún recurso. Además, las mujeres trabajaban como espías, haciéndose pasar por prostitutas y comerciantes en los campamentos para entregar mensajes y obtener información sobre los franceses. Se informa que algunas mujeres emplearon favores sexuales para obtener dinero, armas, recursos, inteligencia militar, manumisión o misericordia para ellas o sus seres queridos. Estos incidentes rara vez fueron elección de las mujeres involucradas; más bien, los cuerpos de las mujeres fueron utilizados por las fuerzas militares haitianas para promover la revolución, lo que reforzó la explotación patriarcal prerrevolucionaria de las mujeres.

## Mujeres blancas
En 1804, el líder revolucionario Jean-Jacques Dessalines encabezó una campaña de masacres contra los blancos. Paralelamente a los asesinatos, también se produjeron saqueos y violaciones. Por lo general, las mujeres y los niños eran asesinados en último lugar. Las mujeres blancas "a menudo eran violadas o empujadas a matrimonios forzados bajo amenaza de muerte". Dessalines no mencionó específicamente que las mujeres blancas deberían ser asesinadas y, según los informes, los soldados dudaron un poco en hacerlo. Al final, sin embargo, las mujeres también eran ejecutadas, aunque normalmente en una etapa posterior tras la masacre de los hombres adultos. El argumento para matar a las mujeres era que los blancos no serían verdaderamente erradicados si las mujeres blancas se salvaran para dar a luz a nuevos franceses.

## Castigos
Debido a la alta participación de las mujeres en la revolución haitiana, las fuerzas militares coloniales francesas abandonaron sus planes de instituir castigos específicos de género. Cuando fueron capturadas, las mujeres revolucionarias fueron ejecutadas junto con los hombres, y solo ocasionalmente recibieron un trato especial en función de su género. Sanité Bélair, una liberta negra que sirvió como teniente en el ejército de Toussaint Louverture, fue sentenciada a muerte tras su captura. En el momento de su ejecución, se negó a que sus verdugos le vendaran los ojos y está documentado que los miró fijamente a los ojos mientras moría.